# François Caron (explorateur)
 (avril 2012).
Si vous disposez d'ouvrages ou d'articles de référence ou si vous connaissez des sites web de qualité traitant du thème abordé ici, merci de compléter l'article en donnant les références utiles à sa vérifiabilité et en les liant à la section « Notes et références ».
Pour les articles homonymes, voir François Caron et Caron.
François Caron, né vers 1600 à Bruxelles et mort le 5 avril 1673 près de Lisbonne, est un explorateur et négociant français du XVIIe siècle, longtemps au service de la Compagnie néerlandaise des Indes orientales, puis de la Compagnie française des Indes orientales.
Premier Français connu à avoir visité le Japon, il devient à la demande de Colbert directeur général de la Compagnie française des Indes orientales à sa création en 1664.

## Carrière

### Origines familiales et formation
Il est issu d'une famille de huguenots français, qui a fui la France pendant les guerres de religion, avant l'édit de Nantes.
Installée un moment dans les Pays-Bas espagnols (actuelle Belgique), la famille se réfugie ensuite aux Provinces-Unies (actuels Pays-Bas), pays protestant, en guerre contre l'Espagne depuis 1568 (guerre de Quatre-Vingts Ans). Les Pays-Bas espagnols sont en effet une base pour l'armée espagnole commandée par le marquis de Spinola.
Encore jeune, il entre au service de la Compagnie néerlandaise des Indes orientales.

### Au service des Provinces-Unies

#### Séjour au Japon (1619-1641)
En 1619, Caron est apprenti marchand, ou, selon d’autres sources, apprenti cuisinier, à bord du vaisseau hollandais Schiedam, de la Compagnie néerlandaise des Indes orientales, faisant route vers le Japon. Lorsqu'il débarque dans l'archipel, il n'est pas le premier cas de contact franco-japonais puisqu'en 1615, le samouraï Tsunenaga Hasekura avait fait escale à Saint-Tropez.

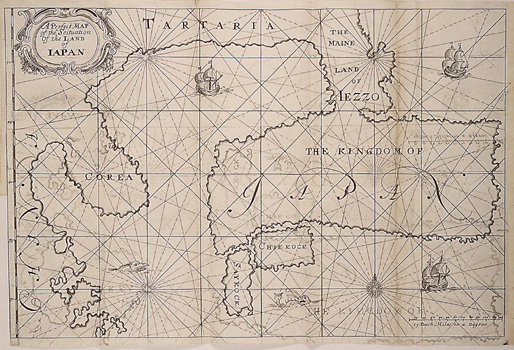
une carte du Japon dans l'ouvrage de François Caron Rechte beschryvinge van het machtigh koninghrijck van Iappan (Une véritable description du puissant royaume du Japon).

En 1626, Caron travaille comme assistant à Hirado, siège de la Compagnie au Japon ; le 9 avril 1633, il est promu au rang de maître marchand, ce qui le met au second rang hiérarchique au Japon. En 1636, il rédige en néerlandais une description du Japon, qui sera publiée en 1648 et traduite en allemand, en anglais et en français. Le 12 février 1639, il succède à Nicolaes Couckebacker et devint directeur général de la succursale japonaise de la Compagnie. En 1640, le siège de la compagnie est transféré de Hirado à Dejima (Nagasaki).
Caron séjourne plus de vingt ans au Japon, apprend le japonais et épouse une Japonaise qui lui donne six enfants.

#### Les années 1641-1664
En 1641, son contrat avec la compagnie expire[pas clair] ; il se rend à Batavia (actuelle Jakarta) en attendant son transfert en Europe. Il est nommé membre du Conseil des Indes orientales.
Le 13 décembre 1641, Caron arrive en Europe en tant que commandant de la flotte marine[pas clair]. Bien que payé 1 500 glides pour ses services, somme assez importante pour l’époque, il repart pour l’Asie en 1643 à bord de l’Olifant. En septembre 1643, il commande une armée de 1 700 hommes à Ceylan contre les Portugais.
Son épouse japonaise étant décédée, il se remarie en 1644 avec Constantia Boudaen qui lui donnera deux fils.
Caron est alors nommé gouverneur de Formose (actuelle Taïwan). Il restructure la production de riz, de soufre et d’indigo et contrôle le commerce avec les pirates chinois[pas clair].
Il retourne à Batavia en 1646 et est nommé directeur général en 1647.
En 1651, Caron doit se rendre aux Pays-Bas pour répondre d'accusations de commerce privé, mais, bien défendu, peut quitter honorablement la compagnie.

### Au service de la France (1664-1673)
En 1664, Caron reçoit une offre de Colbert pour devenir directeur général de la Compagnie française des Indes orientales, juste créée. Il accepte, ce qui est considéré comme un acte de trahison par les Hollandais qui le bannissent des Provinces-Unies.
En 1665, il navigue jusqu’à Madagascar, puis fonde un poste de commerce à Surate en Inde (dans l'actuel Gujarat). Il est assisté de l'abbé Carré, représentant de Colbert, mais s'entend mal avec lui. Il fonde plusieurs comptoirs sur la côte du Kerala et pousse jusqu'à Bantam à Java. En 1672, il aide les Français à s’installer à Trincomalee, Ceylan, dont ils sont vite chassés par les Hollandais.[pas clair]
Il accompagne Blanquet de La Haye dans son entreprise sur St. Thomé en 1672. Il meurt 5 avril 1673 dans l'estuaire du Tage, par le naufrage du navire qui le ramène en Europe.

## Œuvres
- En néerlandais : Rechte beschryvinge van het machtigh koninghrijck van Iappan, bestaande in verscheyde vragen, betreffende desselfs regiering, coophandel, maniere van leven, strenge justitie, etc., écrit en 1636 et publié en 1648 [Juste description du puissant royaume du Japon, consistant en diverses questions, touchant le gouvernement, le commerce, les mœurs, la justice, etc.]

- Traduction en anglais : A True Description of the Mighty Kingdoms of Japan and Siam, Londres, 1671.